# Chester Himes
Chester Bomar Himes (Jefferson City, Missouri, Estados Unidos da América, 29 de Julho de 1909 – Moraira, município de Teulada,  província de Alicante, Espanha, 12 de Novembro de 1984) foi um escritor norte-americano, de origem afro-americana. 
Ficou  conhecido sobretudo pelas suas novelas policiais, tendo produzido obras de outros géneros literários.

## Biografia
Filho de uma família classe média, Chester cresceu no Missouri e Ohio. Os seus pais foram Joseph Sandy Himes e  Estelle Bomar Himes. Estudou no instituto de Cleveland (Ohio) e na Universidade de Columbus, de onde foi expulso em 1926 depois da sua detenção por participar num roubo. Chester começou a envolver-se em ambientes delituosos e do jogo. Conseguiu evitar o cárcere, mas dois anos depois, ingressou na prisão por roubo à mão armada, tendo sido condenado a uma pena de vinte anos de cadeia. Durante a sua estadia na prisão começou a escrever relatos curtos e a publicá-los em revistas. O primeiro desses relatos surgiu em 1934. 
Posto em liberdade em  1935, desempenhou várias profissões até que em 1945 publica sua primeira novela If He Hollers Let Him Go! ), que obteve grande sucesso e que permitiu que se dedicasse a partir de então à literatura.
Em 1953, seguindo o exemplo de outros escritores norte-americanos, como Ernest Hemingway, Himes a passar largas temporadas em França, onde se converteu num escritor popular, até que em 1956, cansado do racismo do seu país natal, se instalou permanentemente em Paris, tendo aliás o mesmo sucedido com outros escritores afro-americanos, como Richard Wright e James Baldwin.
Nest época começou uma série de novelas de género negro policial que protagonizam os  detectives de Harlem: ("Caixão"  Ed Johnson e o Coveiro Jones), que o tornariam mundialmente famoso e o colocava no mesmo nível de escritores reconhecidos como  Dashiell Hammett ou Raymond Chandler.
Em 1969, Himes passou a viver em Moraira, localidade do município de Teulada, província de Alicante, Espanha, onde faleceu em 1984.

## Obra
Se bem que as novelas e relatos de Himes pertençam a vários géneros, em especial os policiais e de denúncia política, todas têm em comum o tratamento do problema racial nos Estados Unidos da América.
Chester Himes escreve sobre os afro-americanos, em especial em dois livros que tratam das relações laborais e os logros a que são sujeitos os negros americanos: A obra If He Hollers Let Him Go que contém elementos autobiográficos, apresenta a luta contra o racismo em Los Angeles, durante a Segunda Guerra Mundial, de um trabalhador dos estaleiros. A obra The Lonely Crusade é uma obra maior com uma temática similar.  O livro Cast the First Stone  baseia-se na sua prisão e foi a sua primeira novela, mas foi publicada com dez anos de atraso, talvez ao tratamento positivo que Himes faz em relação ao tema da  homossexualidade.
A série  mais popular de Himes foi a que apresenta os detetives Coffin Ed Johnson (o Ed Caixão) e Gravedigger Jones o (Jones Coveiro) da polícia de Nova Iorque, que prestam serviço em Harlem. As narrações desenvolvem-se num tom sarcástico e com  uma visão fatalista da vida nas ruas daquele bairro negro. Os títulos mais conhecidos da série são  For Love of Imabelle, All Shot Up, The Big Gold , The Heat's On, "Cotton Comes to Harlem" , e "Blind Man With A Pistol".
Todos estes livros foram escritos entre  1957 e 1969. For Love of Imabelle foi transformado em filme sob o título A Rage in Harlem, em 1991.